# Frietmuseum

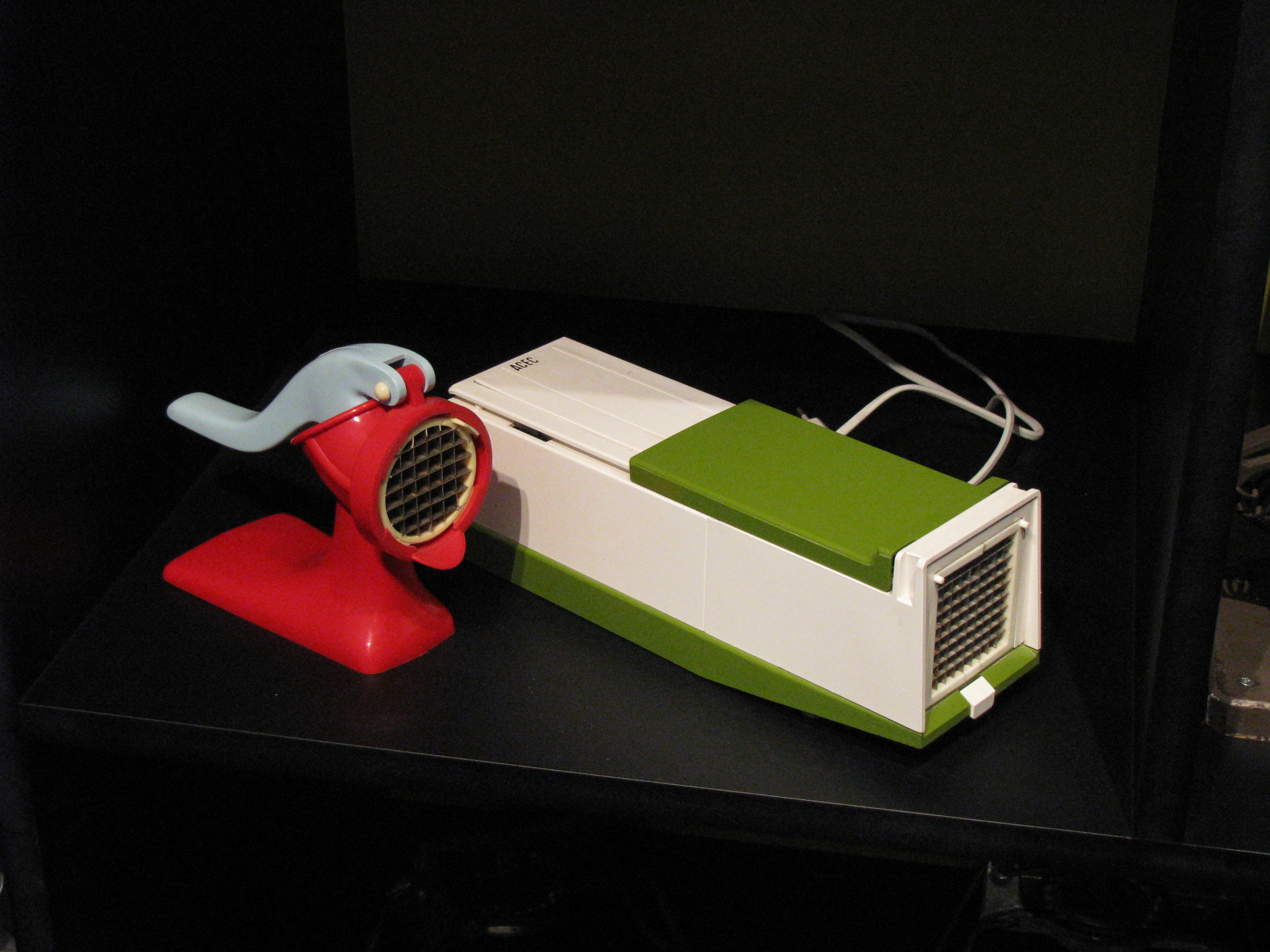
Cortadores de batatas em exposição no museu

Frietmuseum, ou museu da batata frita, é um museu situado em Bruges, na Bélgica.
Tal como o nome sugere, trata-se de um museu dedicado à batata frita, focando, entre outras temáticas, a história da batata, a história da batata frita, passando pela alegada origem belga dessa iguaria, e  técnicas de preparação e de tempero.
Localiza-se num antigo edifício conhecido como Saaihalle, datado do século XIV, considerado um dos mais belos da cidade, encontrando-se aberto todos os dias entre as 10 e as 15 horas.
No primeiro andar, encontra-se a exposição principal. Nas caves medievais, é possível provar batatas fritas de acordo com a tradição belga.
Entre os numerosos artefactos em exposição, é possível destacar uma antiga fritadeira restaurada, vasos incas representando diversas variedades de batata, pinturas e fotografias de tradicionais pontos de venda belgas de batatas fritas.
Foi inaugurado em 2008, constituindo o único museu do mundo dedicado às batatas fritas.